# Hudern
Das Hudern ist ein vogelkundlicher Fachbegriff. Als Hudern bezeichnet man das Schützen von Nestlingen vor Witterungseinflüssen (Kälte, Regen, zu große Hitze) durch die Brutvögel, indem sie ihren Nachwuchs unter den Flügeln bergend aufnehmen oder ihn im Bauchgefieder wärmen und beschützen.

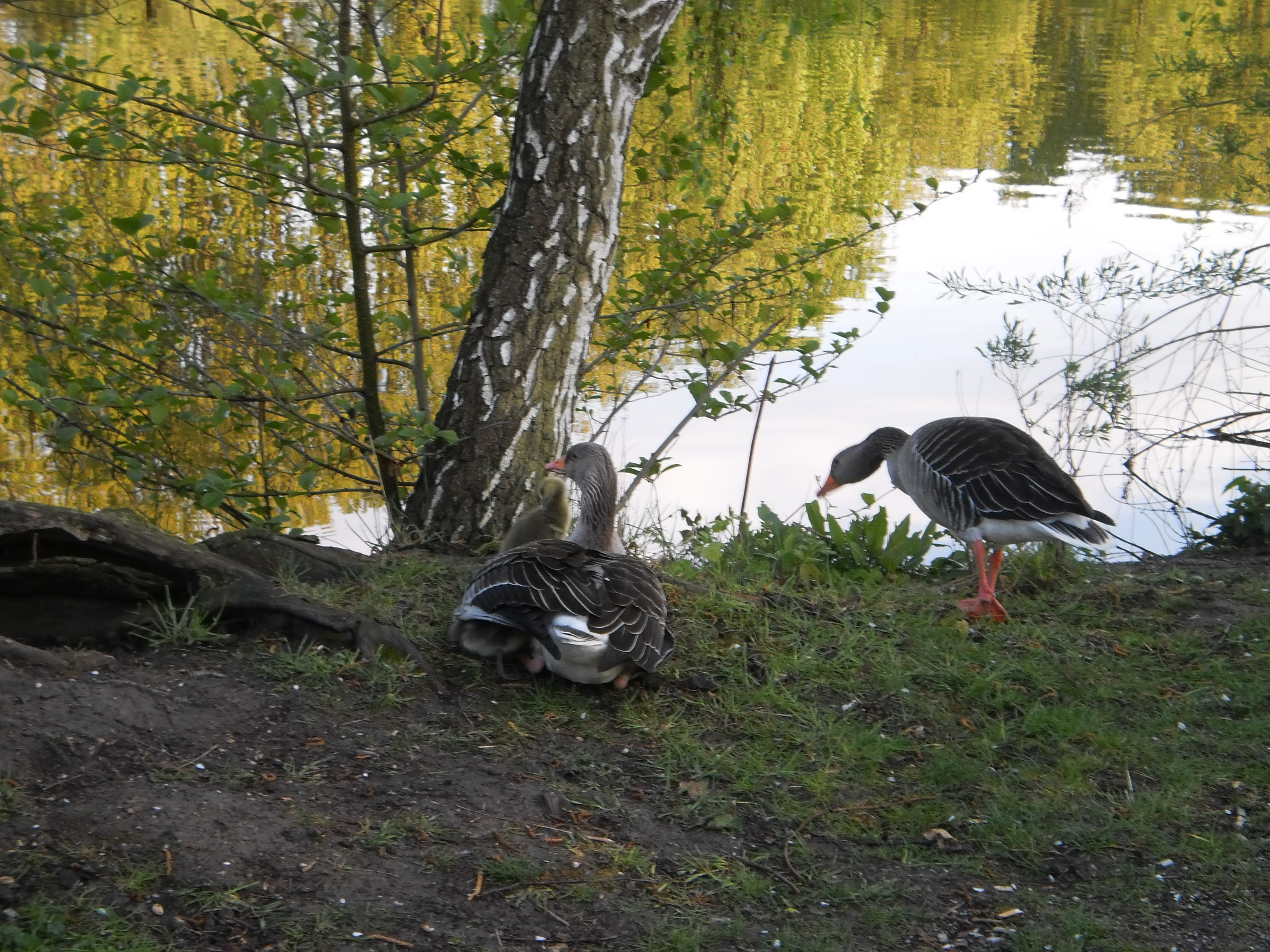
Hudernde Graugans mit Küken unter dem Flügel

Die Redewendung jemanden unter seine Fittiche nehmen entspricht sinngemäß dem Hudern.
Eine weitere Bedeutung ist die Gewohnheit von Hühnern und wenigen anderen Vogelarten, sich im Sand und Staub zu baden. Dabei entstehen Vertiefungen in Form von Kuhlen. Sofern eine solche von jagdbaren Hühnervögeln stammt, sprechen Jäger und Forstleute von einer Huderpfanne. 